# ريتشارد كين
ريتشارد كين (بالإنجليزية: Richard Cain)‏ هو ضابط شرطة أمريكي، ولد في 4 أكتوبر 1931 في شيكاغو في الولايات المتحدة، وتوفي بنفس المكان في 20 ديسمبر 1973.